# Colgenstein-Heidesheim
Das Winzerdorf Colgenstein-Heidesheim – bis 1927 Colgenstein – ist ein Ortsteil der Ortsgemeinde Obrigheim (Pfalz) im Nordosten des rheinland-pfälzischen Landkreises Bad Dürkheim. Bis 1969 war es eine eigenständige Gemeinde.

## Geographische Lage
Der Ortsteil mit seinen beiden Siedlungskernen Heidesheim (westlich) und Colgenstein (östlich) liegt oberhalb des rechten Ufers des Eisbachs.

## Geschichte
Die erste Colgensteiner Kirche wurde bereits im „Codex Edelini“ für das Jahr 985 erwähnt. Im sogenannten Salischen Kirchenraub fiel damals diese Basilika mit zugehörigem Hofgut an Herzog Otto I. Im Mittelalter gehörten Colgenstein und Heidesheim zusammen mit sieben weiteren Gemeinden zu den sogenannten Neunmärkern, die sich im Stumpfwald rund 15 Kilometer südwestlich mit Bauholz versorgen durften. Beide Ortsteile gehörten später als Lehen den Grafen zu Leiningen; zunächst waren sie Bestandteil von Leiningen-Dagsburg-Hardenburg. Von 1777 bis 1779 richtete Karl Friedrich Barth im Schloss ein Philanthropin ein. Ab 1787 residierte Graf Wenzel Joseph auf dem ab 1609 erbauten Schloss Heidesheim, das Sitz der kurzlebigen Grafschaft Leiningen-Heidesheim war, bis es 1794 durch Truppen der Französischen Revolution niedergebrannt wurde. Der Schlosspark ist erhalten.
Von 1798 bis 1814, als die Pfalz Teil der Französischen Republik (bis 1804) und anschließend Teil des Napoleonischen Kaiserreichs war, waren Colgenstein und Heidesheim – bereits damals zu einer Gemeinde zusammengefasst – in den Kanton Grünstadt eingegliedert und bildeten die Mairie Colgenstein. Hier war der lutherische Pfarrer Samuel Köster tätig, der 1792 einen Freiheitsbaum aufstellen ließ und 1793 als Deputierter dem Rheinisch-Deutschen Nationalkonvent der neu gegründeten Mainzer Republik angehörte. Zwischen 1797 und 1827 wirkte er zudem als Gemeindeschreiber und Friedensrichter des Kantons Grünstadt. 1815 hatte die Gemeinde insgesamt 310 Einwohner. Ab 1816 gehörten Colgenstein und Heidesheim zu Bayern. Von 1818 bis 1862 waren sie Bestandteil des Landkommissariat Frankenthal, das anschließend in ein Bezirksamt umgewandelt wurde.

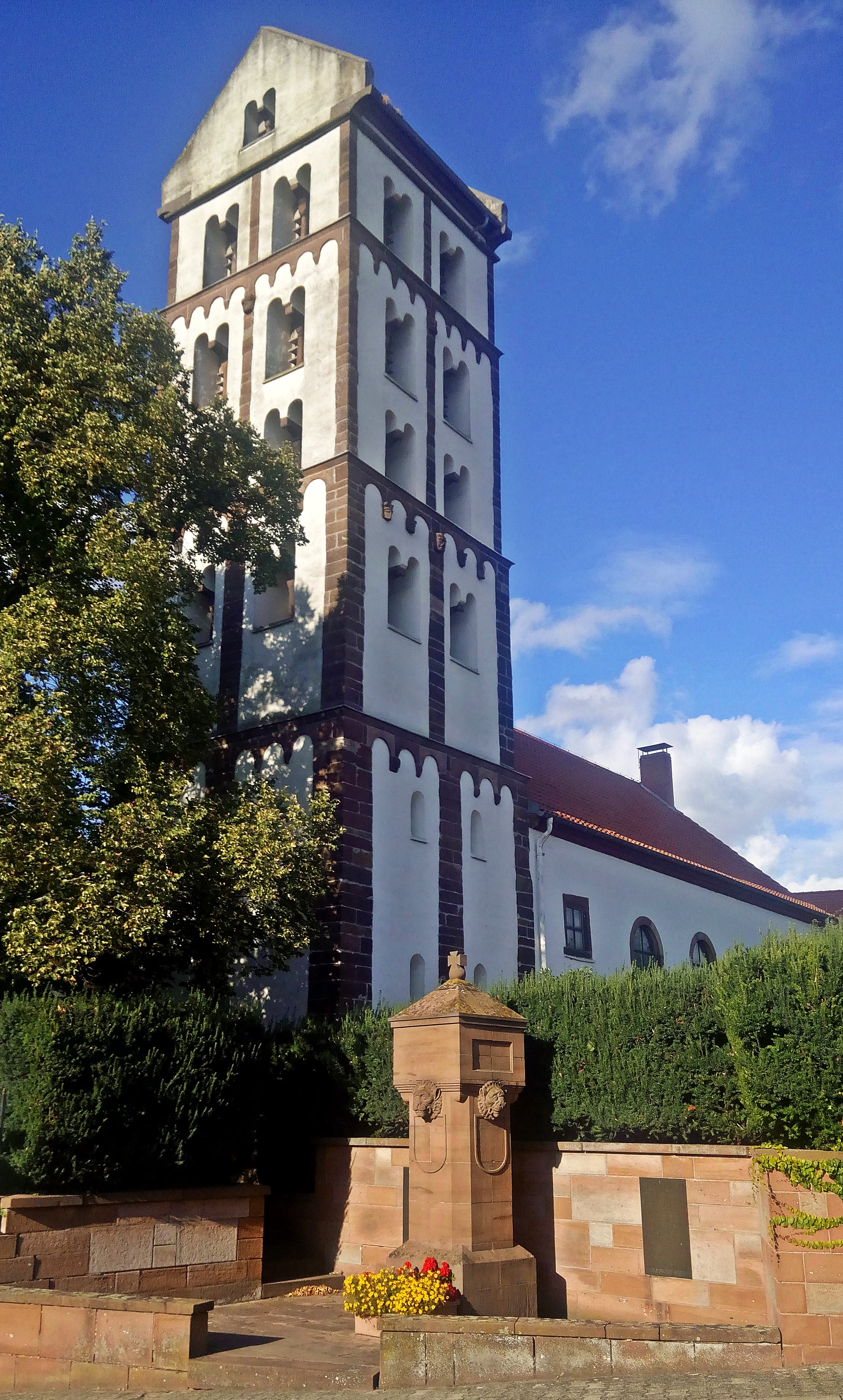
Evangelische Kirche Colgenstein

Der Ortsname lautete bis 1927 lediglich Colgenstein. 1928 hatte Colgenstein-Heidesheim 504 Einwohner, die in 98 Wohngebäuden lebten. Die Katholiken gehörten seinerzeit zur Pfarrei von Großbockenheim, während die Protestanten eine Pfarrei vor Ort besaßen. 1939 wurde die Gemeinde in den Landkreis Frankenthal eingegliedert. Nach dem Zweiten Weltkrieg wurde Colgenstein-Heidesheim innerhalb der französischen Besatzungszone Teil des damals neu gebildeten Landes Rheinland-Pfalz. Bis 1969 war Colgenstein-Heidesheim eine eigenständige Gemeinde mit damals 724 Einwohnern. Im Zuge der in der zweiten Hälfte der 1960er Jahre begonnenen ersten rheinland-pfälzischen Verwaltungsreform wurden am 7. Juni 1969 die kleineren Gemeinden am mittleren Eisbach – Albsheim an der Eis, Colgenstein-Heidesheim und Mühlheim an der Eis – in Form einer Gemeindeneubildung mit der größeren Gemeinde Obrigheim unter dem Namen „Obrigheim (Pfalz)“ zusammengeschlossen. Zugleich wechselte die Kreiszugehörigkeit, da der Landkreis Frankenthal ebenfalls am 7. Juni 1969 aufgelöst wurde. Am 22. April 1972 wurde die neue Gemeinde Obrigheim der Verbandsgemeinde Grünstadt-Land zugeordnet, die am 1. Januar 2018 in der Verbandsgemeinde Leiningerland aufging.

## Sehenswürdigkeiten und Kultur
Vom 12. bis zum 14. Jahrhundert existierte vor Ort das Zisterzienserinnenkloster Heidesheim. Vor Ort befinden sich insgesamt zwölf Objekte, die unter Denkmalschutz stehen, darunter der Schlossgarten samt Villa des im frühen 17. Jahrhundert errichteten und mittlerweile abgegangenen Schlosses Heidesheim. Der Schlossgarten ist zusätzlich als Naturdenkmal eingestuft.

## Wirtschaft und Infrastruktur

### Wirtschaft
Im Ort wird Landwirtschaft betrieben, vor allem Weinbau. Arbeitnehmer in Industrie und im Dienstleistungssektor pendeln hauptsächlich in den Raum Mannheim und Ludwigshafen.

### Verkehr
Der Individualverkehr ist über untergeordnete Straßen mit der Umgebung verbunden. Mit den Bahnhalten Obrigheim-Colgenstein und Heidesheim (Pfalz) hatte der Ort ab 1900 Anschluss an die Bahnstrecke Worms–Grünstadt. Nachdem auf dieser der Personenverkehr 1968 eingestellt worden war, übernahm eine Buslinie die Verbindung.

## Persönlichkeiten

### Söhne und Töchter des Ortes
- Georg Wilhelm (Leiningen-Dagsburg) (1636–1672), Graf von Leiningen-Dagsburg
- Maria Luise Albertine zu Leiningen-Dagsburg-Falkenburg (1729–1818), Großmutter der preußischen Königin Luise, siehe auch Leiningen-Heidesheim

### Personen, die vor Ort gewirkt haben
- Gottfried von Leiningen gab 1404 zusammen mit Emich VI. die Zustimmung zu einer Schuldverschreibung von Colgenstein.
- Karl Friedrich Barth (1740–1792), Theologe und Volksaufklärer, war Gründer des Philanthropins zu Heidesheim (Pfalz).
- Georg Heinrich Borowski (1746–1801), Naturforscher und Wirtschaftswissenschaftler, war zeitweise Lehrer am Philanthropin in Heidesheim.
- Torben Müsel (* 1999), Fußballspieler, wuchs vor Ort auf.